# Io ballo da sola
Io ballo da sola (Stealing Beauty) è un film del 1996 diretto da Bernardo Bertolucci, presentato in concorso al 49º Festival di Cannes.

## Trama
Una ragazza americana di 19 anni, Lucy, viene mandata dal padre vedovo, dopo il suicidio della moglie, a stare da una coppia di amici di famiglia in una casa colonica nelle colline intorno a Siena. La casa è una sorta di comune che ospita un gruppo eterogeneo di artisti ed esteti, tra cui un drammaturgo inglese gravemente malato di cancro, Alex.
Lucy turberà la tranquilla vita della comunità, ma il suo lungo soggiorno in Toscana sarà una sorta di percorso iniziatico che la trasforma da adolescente in donna, attraverso la perdita della verginità e la scoperta dell'identità del suo vero padre.

## Produzione
Le sculture realizzate da Ian sono opera di Matthew Spender, mentre i gioielli creati da Miranda sono di Giorgio Vigna. Il film è stato girato prevalentemente nei dintorni di Siena, nella tenuta del Castello di Brolio della famiglia Ricasoli a Gaiole in Chianti, a Scorgiano, tra i comuni di Casole d'Elsa e Monteriggioni, nella villa senese Bianchi Bandinelli di Geggiano e all'Acqua Borra nel comune di Castelnuovo Berardenga.

## Colonna sonora
1. Rocket Boy, eseguita da Liz Phair, scritta da Liz Phair e Jim Ellison
2. 2 Wicky, eseguita dai Hoover, poi Hooverphonic, scritta da Alex Callier e Raymond Geerts (incluso un brano dalla canzone Walk On By eseguita da Isaac Hayes, scritta da Burt Bacharach e Hal David)
3. Clarinet concerto in A K. 622, composto da Wolfgang Amadeus Mozart, eseguito dalla English Chamber Orchestra
4. Comet N.9, eseguita da Helium, scritta da Mary Timony
5. I'll Be Seeing You, eseguita da Billie Holiday, scritta da Sammy Fain e Irving Kahal
6. Alice, scritta ed eseguita da Cocteau Twins
7. Piano trio in C K. 549, composto da Wolfgang Amadeus Mozart, eseguito dai Mozartean Players
8. Horn concerto N.1 in D K.V. 412, composto da Wolfgang Amadeus Mozart, eseguito dalla Capella Istropolitana
9. You Won't Fall, scritta ed eseguita da Lori Carson
10. Rock Star, scritta ed eseguita da Hole
11. Tenderly, eseguita da Chet Baker, scritta da Jack Lawrence e Walter Gross
12. Chill Out (Things Gonna Change), eseguita da John Lee Hooker, scritta da John Lee Hooker, Carlos Santana, Chester Thompson
13. If 6 Was 9, eseguita da Axiom Funk, scritta da Jimi Hendrix
14. Glory Box, eseguita da Portishead, scritta da Geoff Barrow, Beth Gibbons, Adrian Utley
15. 'O cammello 'nnammurato, scritta ed eseguita da Pino Daniele
16. My Love and I, eseguita da Charlie Haden, scritta da David Raksin, Johnny Mercer
17. Variazioni su un tema messicano, di Luigi Ceccarelli, eseguita dalla Società Filarmonica di Gaiole in Chianti
18. Quartet N.20 in D maggiore K. 499, composto da Wolfgang Amadeus Mozart, eseguito da Eder Quartet
19. My Baby Just Cares for Me, eseguita da Nina Simone, scritta da Walter Donaldson e Gus Kahn
20. The Life, scritta ed eseguita da Mark Tschanz
21. Superstition, scritta ed eseguita da Stevie Wonder
22. In questa splendida città, scritta ed eseguita da Paolo Passano
23. Annie Mae, scritta ed eseguita da John Lee Hooker
24. I Need Love, scritta ed eseguita da Sam Phillips
25. Rhymes of an Hour, eseguita da Mazzy Star, scritta da Hope Sandoval, David Roback
26. Say It Ain't So, scritta ed eseguita da Roland Gift

## Riconoscimenti
- 1996 - David di Donatello
  - Nomination Miglior film a Bernardo Bertolucci
  - Nomination Miglior regista a Bernardo Bertolucci
  - Nomination Miglior fotografia a Darius Khondji
  - Nomination Miglior scenografia a Gianni Silvestri
  - Nomination Miglior montaggio a Pietro Scalia

- 1996 - Globo d'oro
  - Migliore fotografia a Darius Khondji
  - Nomination Miglior colonna sonora a Richard Hartley
- 1996 - Ciak d'oro
  - Miglior film[2]
  - Miglior regia a Bernardo Bertolucci[2]

- 1997 - Nastro d'argento
  - Nomination Regista del miglior film a Bernardo Bertolucci
- 1996 - Satellite Awards
  - Nomination Miglior attore non protagonista in un film drammatico a Jeremy Irons
- 1996 - Festival di Cannes
  - Nomination Palma d'oro a Bernardo Bertolucci